# Prisca Melgar Sánchez
Prisca Melgar Sánchez (La Paz, Baja California Sur, 1 de febrero de 1932-ibid., 13 de enero de 2020), también referida como Prisca Melgar de Tuchmann, es una política mexicana, miembro del Partido Revolucionario Institucional (PRI). Fue senadora por su estado de 1980 a 1982.

## Biografía
Ejerció como maestra gran parte de su vida, fungiendo como maestra de primaria en Santa Rosalía y de preescolar en La Paz. Fue encargada da la sección preescolar de la guardería de Protección a la Infancia en el entonces Territorio Sur de Baja California, subdirectora técnica de la sección de educación de la Escuela Normal Urbana "Domingo Carballo Félix" y jefa del departamento de Educación Preescolar de los Servicios Coordinador de Educación Pública en el ya estado de Baja California Sur.
En 1976 fue elegida senadora suplente por Baja California Sur, siendo propietario Alberto Alvarado Arámburo para las legislaturas L y LI que concluyeron en 1982. Al solicitar licencia Alvarado Arámburo para ser candidato del PRI a gobernador de Baja California Sur, asumió la senaduría, rindiendo protesta el 25 de septiembre de 1980, y permaneciendo hasta el fin del periodo constitucional el 31 de agosto de 1982.
Fue delegada a la asamblea constitutiva de la Asociación Nacional Femenil Revolucionaria (ANFER) y en 1989 fue coordinadora del Consejo Consultivo para la Integración de la Mujer en Baja California Sur. Recibió numerosos premios y reconocimientos por su labor educativa y política.
Falleció en la ciudad de La Paz el 13 de enero de 2020.